# Ролетна
Ролетна је предмет који служи за покривање прозора. Постоје више различитих типова ролетни и имају најчешћу сврху замрачивања просторије на којој је прозор или заштита од временских непогода.

## Врсте
Постоје више раличитих врста ролетни:
- Дрвени капаци су врста ролетни који се отварају на идентичан начин као и прозор. Једино што се не отварају унутар просторије они се отварају ван.
- Ролетна која се пакује и замотава у кутији изнад прозора се обично прави од специјалне врсте пластике, а ређе и од дрвета[1]. Такође у новије време се праве и од алуминијума[2]. Систем за дизање и спуштање ролетне се налази унутар просторије поред прозора. Обично је механизам ручни са траком која се вуче и тиме окреће вратило око којег се замотава ролетна. У новије време ови механизми могу да буду аутоматски са електро-мотором који покреће механизам.
- Текстилне ролетне се обично праве од неке врсте штофа или платна. Слично са претходном ролетном има вратило око којег се мота и повлачи се класичним повлачењем врпце које се налази на дну платна. Скупљање омогућује контра опруга која се налази на вратилу.
- Венецијанери су најновији вид ролетне. Оне се за разлику од претходних врста налазе са унутрашње стране прозора. Поред спуштања и подизања венецијанери омогућују и ротирање капака и тиме остварују регулацију светлости унутар просторије.